# Budd Friedman
Gerson Merton Friedman (* 6. Juni 1932 in Norwich, Connecticut; † 12. November 2022 in Los Angeles, Kalifornien), besser bekannt als Budd Friedman, war ein US-amerikanischer Komiker und Schauspieler.

## Leben
Friedman wurde als jüngstes von drei Kindern in Norwich im US-Bundesstaat Connecticut geboren. Sein Vater Benjamin betrieb einen Autoteilehandel mit seinen beiden Brüdern und seine Mutter Edith verkaufte Damenbekleidung. Nach dem Tod des Vaters im Alter von 36 Jahren, Budd Friedmann war zu diesem Zeitpunkt fünf Jahre alt, zog die Familie im Jahr 1941 in eine Wohnung in der Bronx, wo Friedmann später seinen Abschluss an der DeWitt High School machte.
Nach der Schulzeit diente er während des Koreakriegs in der Infanterie der United States Army. An seinem ersten Einsatztag wurde er im Sommer 1953 durch eine feindliche Granate verwundet, als seine Einheit den Pork Chop Hill angriff. Er wurde für seinen Einsatz mit dem Purple Heart und dem Combat Infantryman Badge (CIB) ausgezeichnet; der Waffenstillstand trat in Kraft, noch während er sich im Krankenhaus erholte.
Im Anschluss an seinen Militärdienst studierte er Marketing an der New York University mit Hilfe des G.I. Bill, die er mit einem Bachelor im Jahr 1957 abschloss; er arbeitete in den folgenden zwei Jahren als Werbefachmann in einer Werbeagentur in Boston, bevor er nach New York zurückkehrte.
Er war in erster Ehe mit Silver Saunders Friedman († 2022) verheiratet, die Mitbegründerin des Improv in New York City war und es im Rahmen der Scheidung übernahm – es wurde 1992 geschlossen. Aus der später geschiedenen Ehe stammte ein Kind. 1981 heiratete er Alix Mark, mit der er mehrere Jahre verheiratet war; aus dieser Ehe stammen die Kinder Zoe, Beth, Ross und Dax.
Budd Friedman, der als Begründer der modernen Stand-up-Comedy-Clubs gilt, verstarb im Alter von 90 Jahren an Herzversagen im Cedars-Sinai Medical Center von Los Angeles.

## Karriere
Friedman hatte eine langjährige Karriere als Komödiant und Schauspieler, war aber auch als Produzent tätig.
Im Februar 1963 gründete er im Alter von 30 Jahren den berühmten Improvisation Comedy Club, kurz The Improv, in der West 44th Street nahe der südöstlichen Ecke der 9th Avenue im Stadtteil Hell’s Kitchen in Manhattan; er war der erste Besitzer des New Yorker Clubs und fungierte als dessen Moderator sowie „Master of Ceremonies“. Zu Beginn war das Improv ein Kaffeehaus für Broadway-Besucher und -Darsteller, in dem vor allem Sänger auftraten; erst mit dem Auftritt des Komikers Dave Astor wandelte es sich in einen Comedy-Club und wurde schnell über die Stadtgrenzen hinaus berühmt. Später gründete Friedmann Ableger seines Clubs in anderen Städten des Landes, darunter 1975 den ebenso berühmten Club in der Melrose Avenue in Hollywood, am 23. März 2007 einen Club im Pechanga Resort und Casino in Temecula, Kalifornien, und einen weiteren Club im Fantasy Springs Resort und Casino in Indio, ebenfalls in Kalifornien. Im Februar 2018 existierten 22 Improv-Clubs in zwölf US-Bundesstaaten, als Friedman und sein Geschäftspartner Mark Lonow das Unternehmen an die Levity Entertainment Group verkauften.
Er war maßgeblich am Start der Comedy-Karrieren von Rodney Dangerfield, Richard Lewis, Robert Klein, Jay Leno, Andy Kaufman, Freddie Prinze, Steve Landesberg, Jimmie Walker und anderen beteiligt. Er managte für kurze Zeit die junge Bette Midler in den ersten Jahren ihrer Karriere; mit Friedmans Hilfe und unter seiner Anleitung trat diese erstmals in der Tonight Show von Johnny Carson auf.
Ab 1979 war Friedmann, dessen Markenzeichen ein Monokel war, auch vor der Kamera zu sehen, so 1979 in dem Fernsehfilm Diary of a Young Comic. Neben Auftritten in Filmen und Fernsehserien hatte er zahlreiche Cameo-Auftritte in Fernseh-Comedyformaten sowie in Talkshows. Seinen letzten Auftritt vor der Kamera hatte er 2017 im Film Sandy Wexler an der Seite von Adam Sandler.
Im deutschen Sprachraum wurde Friedman unter anderem von Jürgen Kluckert synchronisiert.

## Auszeichnungen und Nominierungen
- 1980: Norwich Native Son Award
- 1984: CableACE Award Comedy Special: Superstars of Comedy Salute the Improv
- 1999: Lifetime Achievement Award der Casting Society of America
- 2013: Golden Goody Award

## Filmografie (Auswahl)
- 1979: Diary of a Young Comic (Fernsehfilm)
- 1981–1994: An Evening at the Improv (Fernsehserie)
- 1983: Star 80 – Tod eines Playmates
- 1984: The Rosebud Beach Hotel
- 1989: That’s Adequate
- 1996: Don’t Quit Your Day Job (Computerspiel)
- 1999: Der Mondmann
- 2000: Mambo Café
- 2002: Mr. Bill Does Vegas (Kurzfilm)
- 2006: Studio 60 on the Sunset Strip (Fernsehserie)
- 2008: The Boneyard Collection
- 2009: Cry of the Mummy (Kurzfilm)
- 2009: Wie das Leben so spielt
- 2012: Louie (Fernsehserie)
- 2017: Dying Laughing
- 2017: Sandy Wexler

## Produzent (Auswahl)
- 1972: The Monday Night Special (Fernsehserie)
- 1981: An Evening at the Improv (Fernsehserie)
- 1984: Superstars of Comedy Salute the Improv (Fernsehfilm)
- 1996: Don’t Quit Your Day Job (Computerspiel)
- 2002: Diet Coke with Lemon Celebrates 40 Years of Laughter: At the Improv (Dokumentation)
- 2003: Funny Money (Fernsehserie)
- 2013: The Improv: 50 Years Behind the Brick Wall (Dokumentation)
- 2016: One Minute Comic: The Rob Sampson Story (Dokumentation)